# Боги Єгипту
«Боги Єгипту» (англ. Gods of Egypt) — американський фентезійний фільм режисера і продюсера Алекса Прояса, що вийшов 2016 року. У головних ролях Ніколай Костер-Валдау, Брентон Туейтс, Джерард Батлер.
Стрічку знято за мотивами давньоєгипетської міфології. Бог пустель Сет, зірвавши коронацію бога Гора, захоплює владу над Єгиптом. Щоб відновити справедливість, Гору доводиться звернутися до допомоги смертного, злодія Бека, та змінити свої зверхні погляди на людей і владу.
Уперше фільм продемонстрували 24 лютого 2016 року у світі. В Україні у широкому кінопрокаті показ фільму розпочався 25 лютого 2016.

## Сюжет
В давнину боги, створивши світ, оселилися разом з людьми в Єгипті. Владу над країною поділили брати Осіріс і Сет, першому дісталася родюча зелена частина, другому — пустелі. Одного разу Осіріс вирішив передати владу своєму сину Гору, коронація нового правителя стала святом для богів і людей. Напередодні юнак Бек викрадає на ринку сукню, щоб подарувати її коханій Заі. Тим часом Гор, прокинувшись після пишного святкування полювання, готується до церемонії. Боги присягають йому на вірність, а Бек в натовпі обкрав перехожого, виправдавшись, що це дари для Осіріса. Несподівано прибуває Сет і дарує Гору ріг, в який пропонує затрубити. Це прикликає військо, Сет оголошує, що прибув помститися Осірісу, який жив тисячу років у розкоші. Він вбиває брата, після чого той переноситься до світу мертвих. Гор виходить з ним на двобій, але програє. Сет вириває очі Гору, позбавляючи його сили, і стає володарем Єгипту, перетворюючи людей на рабів, і встановивши величезну плату за прохід у Потойбіччя.
Минає кілька років, Зая стала рабинею у старшого будівничого Уршу, а Бек за її порадою задумує пробратися до скарбниці Сета і викрасти очі Гора, щоб повернути йому силу. Зая віддає йому карту скарбниці, взявши її з архіву хазяїна. Сховавшись серед награбованого золота, Бек опиняється в скарбниці, наповненій пастками. Він добуває одне око, але зранку Уршу дізнається про зникнення карти. Беку з коханою вдається втекти, проте Зая отримує смертельне поранення. Злодій іде до місця вигнання Гора і вимагає в обмін на око врятувати дівчину, проте Гор безсилий оживити її. Володар світу мертвих Анубіс, викликаний Гором, забирає душу Заї. Розгніваний зухвальством злодія Гор відбирає своє око, але погоджується дослухатися до його порад з проникнення до піраміди Сета, де лежить друге око. Бог обіцяє врятувати Заю, якщо встигне стати царем Єгипту до того, як вона мине 9 брам Потойбіччя. При цьому він не каже, що повертати до життя людей боги не можуть.
Сет же дізнається про зникнення ока. Бек з Гором піднімаються на скелю, щоб попросити допомоги в Ра. Той дає онуку силу злетіти над землею і дістатися на золотий корабель Ра, що тягне за собою Сонце. Гор ховає Бека, щоб той не згорів від божественного сяйва Ра. Корабель спускається під землю, де Ра щоночі бореться зі змієм Апофісом. Скінчивши бій, Ра пояснює, що це його обов'язок і кожен з його синів, і Осіріс і Сет, мали свої. Він дорікає Гору, що той розбещений і стане ще гіршим правителем за Сета, тому відмовляється допомагати особисто, і дає йому поради щодо самого себе.
Тим часом Сет веде облогу міста, де повсталі проти нього боги на чолі з Нефтидою ведуть оборону. Він знищує опір, а Нефтиді обриває крила. Гор добуває Води Творіння, якими можна знищити пустелю, згасивши полум'я в піраміді Сета, отже і позбавити сил Сета. Він примушує Бека прислуговувати собі, але напад бійців Сета спонукає їх об'єднатися. Богиня кохання Хатор, колишня кохана Гора, більше непотрібна Сету, коли той захопив Нефтиду. Вона тікає, користуючись подарунком Гора, після чого знаходить Гора з Беком, рятуючи їх від погоні мисливиць Сета. Хатор попереджає, що піраміду Сета охороняє Сфінкс, який задає нерозв'язні загадки.
У пошуках відгадки ці троє ідуть до бога мудрості й знань Тота. Беку вдається, звернувшись до честолюбства Тота, переконати його вирушити до Сфінкса. Анубіс тим часом веде душу Заї все далі. Бек, Гор, Хатор і Тот дістаються до піраміди, яка постійно змінює свою будову. Бек проскакує всередину і зупиняє рух, покладаючись на удачу. Перед прибулими постає Сфінкс і навіть Тот не може назвати правильної відповіді. Поки Сфінкс пробує знищити Тота, Гор захищає його і бог мудрості врешті називає потрібне слово — завтра. Вже біля полум'я з'являється Сет, ловить Гора й Хатор в пастку і вбиває Тота, забравши його мозок. Він розповідає, що боги не в змозі повертати людей до життя і Гор тільки використав Бека, після чого знищує Води Творіння і обрушує піраміду. Гор визволяється, виводячи всіх назовні. Бек розчарований в богах, але Хатор пропонує Анубісу браслет, подарунок Гора, щоб Бек міг побачити кохану востаннє. Як тільки Хатор знімає браслет, її забирають демони. Злодій відбуває до світу мертвих, де судять душі. Однак він пропускає до вічного життя тільки за дорогі дари. Саме коли перед вагами постає Зая, прибувають Бек з Анубісом.
Сет приймає крила Нефтиди, мозок Тота, серце Осіріса і око Гора. Здобувши тепер повну владу над світом, Сет прилітає на корабель Ра. Він допитується чому бог Сонця дав йому життя в пустелі і не дав йому можливість мати дітей, а брату — розкіш і сина. Ра на це відповідає, що Осіріс витримав випробування, легко відмовившись від влади на користь сина. Сет же мав пройти своє, щоб замінити Ра. Однак Сет бажає влади і безсмертя, а не підтримувати життя в світі, щоночі борючись з Апофісом. Прагнучи стати безсмертним, Сет перемагає Ра як єдину перепону в цьому. Як наслідок у світі настає хаос, брами Потойбіччя починають руйнуватися, а Анубіс ледве це стримує. Зая просить Бека повернутися до світу живих і допомогти Гору.
Бек і Гор знаходять Уршу та піднімаються на вершину обеліска, зведеного на честь Ра. На ньому стоїть Сет, приманюючи Апофіса списом Ра з метою знищити все створене ненависними йому богами раніше. Гор сходиться із Сетом, тоді як Бек бореться з Уршу і здобуває перемогу. Гор рятує Бека від падіння з обеліска, після чого визнає, що був засліплений жагою помсти. Він засвідчує, що його обов'язок — захист людства і отримує назад свою силу за відсутності свого ока. В боротьбі з Сетом він руйнує обеліск, вбиває свого дядька і віддає спис законному власнику. Бог Сонця відновлює сили та проганяє змія, з чим руйнування світу припиняється.
Гор повертає обидва своїх ока, а єгиптяни вітають його як нового володаря Єгипту. Але Бек в цей час помирає від отриманих ран. У храмі Гора вдячний Ра обіцяє виконати будь-яку його волю. Гор просить одного — повернути життя Беку і Заї. Єгипет відбудовується, мертві боги відроджуються, коли їм повертаються втрачені частини тіла, а Гор, здобувши тепер мудрість, стає справедливим володарем. Він наказує, щоб надалі померлі отримували вічне життя не за дари, а за прижиттєві добрі справи. Бек стає головним радником царя Єгипту і фактичним його правителем, поки Гор відбуває шукати Хатор, браслет якої віддав йому Бек.

## Творці фільму

### У ролях
| Актор                 | Роль                                                        |
| --------------------- | ----------------------------------------------------------- |
| Ніколай Костер-Валдау | Гор, бог неба                                               |
| Джерард Батлер        | Сет, бог пустелі                                            |
| Брентон Туейтс        | Бек, молодий крадій                                         |
| Чедвік Боузман        | Тот, бог мудрості                                           |
| Елоді Юнг             | Хатхор, богиня кохання                                      |
| Кортні Ітон           | Зая, кохана Бека                                            |
| Джеффрі Раш           | Ра, бог сонця                                               |
| Руфус Сьюелл          | Уршу, будівничий на службі в Сета                           |
| Браян Браун           | Осіріс, бог - правитель Єгипту, цар потойбічного світу Дуат |
| Еббі Лі               | Анат, богиня війни та полювання                             |
| Рейчел Блейк          | Ісіда, богиня родючості й материнства                       |
| Емма Бут              | Нефтида, богиня народження та смерті                        |
| Брюс Спенс            | головний суддя                                              |

### Знімальна група
- Кінорежисер — Алекс Прояс
- Сценаристи — Метт Сузама і Бурк Шарплесс
- Кінопродюсери — Алекс Прояс і Безіл Іваник
- Виконавчі продюсери — Тофер Дау, Стівен Джонс і Кент Кубена
- Композитор — Марко Бельтрамі
- Кінооператор — Пітер Мензіс-молодший
- Кіномонтаж — Річард Ліройд
- Підбір акторів — Ніккі Барретт і Джон Пепсідера
- Художник-постановник — Овен Патерсон
- Артдиректори — Ян Ґрейсі, Софі Неш і Майкл Тернер
- Художник по костюмах — Ніккі Ґардінер[7].

## Сприйняття

### Оцінки
Фільм отримав загалом змішані відгуки: Rotten Tomatoes дав оцінку 15 % на основі 195 відгуків від критиків (середня оцінка 3,7/10) і 37 % від глядачів зі середньою оцінкою 2,8/5 (понад 25 тис. голосів). Загалом на сайті фільм має погані оцінки, фільму зарахований «гнилий помідор» від кінокритиків і «розсипаний попкорн» від глядачів, Internet Movie Database — 5,6/10 (5 221 голос), Metacritic — 24/100 (22 відгуки критиків) і 4,0/10 від глядачів (62 голоси). Загалом на цьому ресурсі від критиків і від глядачів фільм отримав погані відгуки.
Джеффрі Макнаб у Independent описав, що фільм може розважати, але вражає грубість його виконання: від штучності спецефектів до постановочності діалогів і акторської гри, та рівень його кічевості в цілому.
Білдж Ебірі з Vulture підсумував, що «І візуально, і наративно, „Боги Єгипту“, мабуть, більше натхненні відеоіграми, ніж єгипетською міфологією». Фільм намагається повторити то кінокартини Marvel, то ігри для Playstation, але «прірва між амбіціями та виконанням величезна». Хоча він візуально хороший, однак сюжет банальний і старомодний, а акторський склад надто білошкірий, як для єгиптян.
Джордан Гоффман із The Guardian відстоював позитивніший погляд, вказуючи, що «Боги Єгипту» не приховують своєї неісторичності. За його словами, це «дивна, але цілісна конструкція», що на відміну від «Піднесення Юпітер», має не тільки спецефекти, а й дотепний гумор і акторів, які вкладаються в свої ролі.

### Касові збори
Під час прем'єрного показу у США, що розпочався 26 лютого 2016 року, протягом першого тижня фільм показали у 3 117 кінотеатрах і він зібрав 14 123 903 $, що на той час дозволило йому зайняти 2 місце серед усіх прем'єр. Показ фільму тривав 77 днів (11 тижнів) і завершився 12 травня 2016 року, зібравши у прокаті у США 31,153,464 долари США, а у решті світу 119 519 021 $ (за іншими даними 102 400 000 $), тобто загалом 150 672 485 $ (за іншими даними 133 553 464 $) при бюджеті 140 млн доларів США.

## Музика
Музику до фільму «Боги Єгипту» написав Марко Бельтрамі, саундтрек вийшов 26 лютого 2016 на лейблі Varese Sarabande Records.
| Список треків | Список треків                        | Список треків |
| #             | Назва                                | Тривалість    |
| ------------- | ------------------------------------ | ------------- |
| 1.            | «Gods Of Egypt Prologue»             | 2:41          |
| 2.            | «Bek And Zaya»                       | 0:44          |
| 3.            | «Market Chase»                       | 0:30          |
| 4.            | «Coronation»                         | 2:26          |
| 5.            | «All Quiet On Set»                   | 0:41          |
| 6.            | «Set vs. Horus»                      | 3:40          |
| 7.            | «Hathor’s Bedroom»                   | 3:42          |
| 8.            | «Bek Steals The Eye»                 | 4:08          |
| 9.            | «Shot Through The Heart»             | 3:01          |
| 10.           | «Underdog»                           | 1:25          |
| 11.           | «Red Army»                           | 1:40          |
| 12.           | «Wings And A Prayer»                 | 3:01          |
| 13.           | «Osiris’ Garden»                     | 1:29          |
| 14.           | «Snakes on a Plain»                  | 3:12          |
| 15.           | «Toth’s Library»                     | 3:27          |
| 16.           | «Straight Out of Egypt»              | 2:28          |
| 17.           | «Channeling Zaya»                    | 2:29          |
| 18.           | «Return of the Mistress of the West» | 2:28          |
| 19.           | «Chaos»                              | 3:42          |
| 20.           | «Set Confronts Ra»                   | 3:29          |
| 21.           | «Elevator Music»                     | 3:06          |
| 22.           | «Obelisk Fight Part 1»               | 4:12          |
| 23.           | «Obelisk Fight Part»                 | 3:32          |
| 24.           | «God Of The Impossible»              | 5:39          |
| 25.           | «Bek And Zaya’s Theme»               | 4:37          |
| 26.           | «Hathor’s Theme»                     | 3:35          |

### Виноски
1. 1 2  Gods of Egypt: Release Info (англ.). Internet Movie Database. Архів оригіналу за 1 березня 2016. Процитовано 3 лютого 2016.
2. 1 2  Боги Єгипту. Kino-teatr.ua. Архів оригіналу за 26 лютого 2016. Процитовано 3 лютого 2016.
3. 1 2 3 4 5  Gods of Egypt (англ.). Box Office Mojo. Архів оригіналу за 3 липня 2016. Процитовано 28 жовтня 2016.
4. 1 2 3 4 5  Gods of Egypt (2016) (англ.). The Numbers. Архів оригіналу за 6 жовтня 2016. Процитовано 28 жовтня 2016.
5. ↑  Gods of Egypt (2016) (англ.). AllMovie. Архів оригіналу за 29 лютого 2016. Процитовано 3 лютого 2016.
6. ↑  Дарія Сєчкова (25 лютого 2016). Журналісти проти церкви, модний вибух і політ на Місяць - кінопрем'єри 25 лютого. Gazeta.ua. Архів оригіналу за 26 лютого 2016. Процитовано 27 лютого 2016.
7. ↑  Gods of Egypt: Full Cast & Crew (англ.). Internet Movie Database. Архів оригіналу за 16 листопада 2015. Процитовано 3 лютого 2016.
8. ↑  Gods of Egypt (англ.). Rotten Tomatoes. Процитовано 25 березня 2023.
9. ↑  Gods of Egypt (англ.). Internet Movie Database. Архів оригіналу за 1 березня 2016. Процитовано 1 березня 2016.
10. ↑  Gods of Egypt (англ.). Metacritic. Архів оригіналу за 31 грудня 2017. Процитовано 1 березня 2016.
11. ↑  Gods of Egypt isn't worth the papyrus it is written on. The Independent (англ.). 14 червня 2016. Процитовано 26 березня 2023.
12. ↑  Ebiri, Bilge; York, a film critic for New; Vulture. Gods of Egypt Is Like Watching Someone Else Play a Video Game. Vulture (амер.). Процитовано 26 березня 2023.
13. ↑  Hoffman, Jordan (27 лютого 2016). Gods of Egypt review – ridiculous, offensive and tremendously fun. The Guardian (брит.). ISSN 0261-3077. Процитовано 26 березня 2023.
14. ↑  Marco Beltrami. Gods of Egypt (англ.). Allmusic. Архів оригіналу за 15 березня 2016. Процитовано 4 березня 2016.
15. ↑  filmmusicreporter (16 лютого 2016). ‘Gods of Egypt’ Soundtrack Details (англ.). Film Music Reporter. Архів оригіналу за 8 березня 2016. Процитовано 4 березня 2016.